# 鵜川菜央
鵜川 菜央（うがわ なお、1995年12月8日 - ）は、日本のプロボクサー。三迫ボクシングジム所属。兵庫県姫路市出身。関西学院大学卒業。現WBO女子アジア太平洋アトム級王者。プロボクサーと並行して日本バレーボール協会（JVA）職員として勤務する異色の選手。

## 来歴
小学2年でバレーボールを始め、高校でバレーボール部の主将も務めた。
大学ではスポーツ新聞部に記者として在籍するが、ボクシング担当にされたことがきっかけでボクシングに興味を持つ。
就職活動中にフィットネス目的でボクシングジムに通い始めるが、半年たってスパーリングを組まれるにつれてのめりこむようになった。
就活ではスポーツに関わる仕事を希望し、たまたまJVAの募集を目にして採用に至り、国内業務部に配属される。
プロボクサーを目指すことをJVAに相談し、業務委託契約に切り変えた上で認めてもらった。
2022年4月26日、FLARE山上ジム所属として後楽園ホールでの中野真由美戦でデビューし、2-0判定勝利。
2022年9月1日、前原香那枝に3-0判定勝利。
2023年1月28日、三迫ジムに移籍。
2023年6月20日、移籍初戦として神成咲良と対戦し、3-0判定勝利。
2023年10月15日、初の6回戦として京都・KBSホールにて川口玲可と対戦し、3-0判定勝利。
2024年6月14日、初のタイトル挑戦として吉田里穂とのWBO女子アジアパシフィックアトム級王座決定戦を2-1判定で制し、初タイトル獲得に成功。
2025年1月21日、宗利佳歩相手にWBOアジアパシフィック王座初防衛戦を行い、1回にダウンを奪った後に3-0判定勝利を収めて初防衛成功。

## 戦績
- プロボクシング：6戦 6勝

| 戦           | 日付           | 勝敗 | 時間 | 内容    | 対戦相手                   | 国籍 | 備考                                        |
| ------------ | -------------- | ---- | ---- | ------- | -------------------------- | ---- | ------------------------------------------- |
| 1            | 2022年4月26日  | ☆    | 4R   | 判定2-0 | 中野真由美（中野サイトウ） | 日本 | プロデビュー戦                              |
| 2            | 2022年9月1日   | ☆    | 4R   | 判定3-0 | 前原香那枝（三迫）         | 日本 |                                             |
| 3            | 2023年6月20日  | ☆    | 4R   | 判定3-0 | 神成咲良（changes）        | 日本 |                                             |
| 4            | 2023年10月15日 | ☆    | 6R   | 判定3-0 | 川口玲可（フュチュール）   | 日本 |                                             |
| 5            | 2024年6月14日  | ☆    | 8R   | 判定2-1 | 吉田里穂（RISE FIT）       | 日本 | WBO女子アジアパシフィックアトム級王座決定戦 |
| 6            | 2025年1月21日  | ☆    | 8R   | 判定3-0 | 宗利佳歩（RST）            | 日本 | WBOアジアパシフィック王座防衛1              |
| テンプレート |                |      |      |         |                            |      |                                             |

## 獲得タイトル
- WBO女子アジア太平洋アトム級王座（防衛1）